# Светски куп у ватерполу
Светски куп у ватерполу је репрезентативно такмичење које организује ФИНА. Такмичење је основано 1979. и од тада до 1999. се одржавало на сваке две године, да би се од 2002. прешло на одржавање сваке четврте године. Највише титула првака освојила је Србија - укупно 5.
У актуелном формату право учешћа има осам најбоље пласираних екипа са Светског првенства које је одржано годину пре Светског купа. Подељене су у 2 групе са по четири. Све репрезентације обезбеђују пласман у четвртфинале, а групна фаза се игра за што бољу стартну позицију у њему. Од четвртфинале па надаље примењује се класични елиминациони систем. 

## Досадашња издања
| Година       | Домаћин                      | Финале               | Финале          | Финале             | Меч за треће место | Меч за треће место | Меч за треће место |
| Година       | Домаћин                      | Злато                | Резултат        | Сребро             | Бронза             | Резултат           | Четврто место      |
| ------------ | ---------------------------- | -------------------- | --------------- | ------------------ | ------------------ | ------------------ | ------------------ |
| 1979. детаљи | Ријека                       | · Мађарска           | Бергеров систем | · Сједињене Државе | · Југославија      | Бергеров систем    | · Совјетски Савез  |
| 1981. детаљи | Лонг Бич                     | · Совјетски Савез    | Бергеров систем | · Југославија      | · Куба             | Бергеров систем    | · Сједињене Државе |
| 1983. детаљи | Малибу                       | · Совјетски Савез    | Бергеров систем | · Немачка          | · Италија          | Бергеров систем    | · Сједињене Државе |
| 1985. детаљи | Дуизбург                     | · Западна Немачка    | Бергеров систем | · Сједињене Државе | · Шпанија          | Бергеров систем    | · Југославија      |
| 1987. детаљи | Солун                        | · Југославија        | Бергеров систем | · Совјетски Савез  | · Западна Немачка  | Бергеров систем    | · Сједињене Државе |
| 1989. детаљи | Берлин                       | · Југославија        | 10:6            | · Италија          | · Мађарска         | 8:7                | · Шпанија          |
| 1991. детаљи | · Шпанија · Барселона        | · Сједињене Државе   | 7:5             | · Југославија      | · Шпанија          | 11:10              | · Мађарска         |
| 1993. детаљи | Атина                        | · Италија            | 8:7             | · Мађарска         | · Аустралија       | 9:6                | · Сједињене Државе |
| 1995. детаљи | · Сједињене Државе · Атланта | · Мађарска           | 11:10           | · Италија          | · Русија           | 10:8               | · Сједињене Државе |
| 1997. детаљи | Атина                        | · Сједињене Државе   | 8:5             | · Грчка            | · Мађарска         | 10:7               | · Русија           |
| 1999. детаљи | Сиднеј                       | · Мађарска           | 5:3             | · Италија          | · Шпанија          | 9:8                | · Русија           |
| 2002. детаљи | Београд                      | · Русија             | 10:9            | · Мађарска         | · Југославија      | 6:4                | · Италија          |
| 2006. детаљи | Будимпешта                   | · Србија и Црна Гора | 10:9            | · Мађарска         | · Шпанија          | 13:10              | · Хрватска         |
| 2010. детаљи | Велики Варадин               | · Србија             | 13:7            | · Хрватска         | · Шпанија          | 12:8               | · Сједињене Државе |
| 2014. детаљи | Алмати                       | · Србија             | 11:9            | · Мађарска         | · Хрватска         | 8:6                | · Сједињене Државе |
| 2018. детаљи | Берлин                       | · Мађарска           | 10:4            | · Аустралија       | · Србија           | 15:9               | · Немачка          |
| 2023. детаљи | Лос Анђелес                  | · Шпанија            | 10:4            | · Италија          | · Сједињене Државе | 14:13              | · Мађарска         |

## Биланс медаља
| Ранг | Држава           | Злато | Сребро | Бронза | Укупно |
| 1    | Србија           | 5     | 2      | 3      | 10     |
| 2    | Мађарска         | 4     | 4      | 2      | 10     |
| 3    | Русија           | 3     | 1      | 1      | 5      |
| 4    | Сједињене Државе | 2     | 2      | 1      | 5      |
| 5    | Италија          | 1     | 4      | 1      | 6      |
| 6    | Немачка          | 1     | 1      | 1      | 3      |
| 7    | Шпанија          | 1     | 0      | 5      | 6      |
| 8    | Аустралија       | 0     | 1      | 1      | 2      |
| 9    | Хрватска         | 0     | 1      | 1      | 2      |
| 10   | Грчка            | 0     | 1      | 0      | 1      |
| 11   | Куба             | 0     | 0      | 1      | 1      |